# Набан (ГЕС)
ГЕС Набанг — гідроелектростанція на півдні Китаю у провінції Юньнань. Становить останній ступінь каскаду на річці Менг-Най, правій притоці Мулай, котра, своєю чергою, є лівою притокою Іраваді (протікаюча майже виключно у М'янмі одна з найбільших річок Південно-Східної Азії, яка впадає кількома рукавами до Андаманського моря та Бенгальської затоки).
У межах проєкту річку перекрили бетонною греблею висотою 47 метрів, довжиною 172 метри та товщиною по гребеню 4,5 метра. Вона утримує невелике водосховище з об'ємом 491 тис. м3, з якого під лівобережним гірським масивом прокладено дериваційний тунель довжиною 9,7 км із діаметром 3,6 метра.
Основне обладнання станції становлять три турбіни типу Пелтон потужністю по 60 МВт. При напорі у 624 метри вони забезпечують виробництво 813 млн кВт·год електроенергії на рік.
Видача продукції відбувається по ЛЕП, розрахованій на роботу під напругою 220 кВ.
Під час спорудження станції використали 146 тис. м3 бетону.